# پوده (رودسر)
روستای پوده در جنوب شرقی رودسر و جزء بخش رحیم آباد واقع شده‌است. فاصله آن تا رودسر ۵۹ کیلومتر و تا رحیم آباد ۴۴ کیلومتر و از نظر تقسیمات منطقه اشکوری جزء: دهستان اشکور علیا و سیارستاق ییلاقی (به مرکزیت روستای ارکم) می‌باشد.
معنی واژه پوده: (معنای کلمات در متن زیر بر گرفته شده از کتاب سماموس اثر استاد محمد قلی صدر اشکوری).
اگر بخواهیم کلمه پوده را با واژهای گیلکی و گالشی معنی کنیم. پو به معنای بهمن (که همان برف فشرده شده در زمستان سرازیر می‌شود) است. و ده که همان معنی روستا را می‌دهد. ترکیب آن دو می‌شود روستای بهمن یا روستای بهمن گیر. با در نظر گرفتن موقعیت اقلیمی و جغرافیایی، این روستا از چنین موقعیتی بر خوردار نیست.
حالا به معنای باستانی و پهلوی این کلمه می پر دازیم.
معنی واژه باستانی پو به مفهوم (در آغاز یا نخستین) می‌باشد. اگر به اضافه واژه پهلوی ده کنیم. می‌شود: نخستین ده یا نخستین آبادی.
در چند دهه گذشته به یاد داریم که این روستا را با نام (پت محله) بیان می‌کردند. واژه پت در زبان پهلوی به معنی (بزرگ-سرور-رئیس) به اضافه واژه پهلوی و فارسی ده اینطو می‌توان بیان کرد: رئیس خانه، بزرگ روستا، بزرگ‌تر محل‌ها
گورستان علیجار یکی از یکی از مکان‌های تاریخی آن است که به تقریباً هزار سال پیش بر می‌گردد
این روستا تقریباً ۱۵۰ خانوار جمعیت دارد
از محصولات کشاورزی می‌توان به فندق وگل گاو زبان اشاره کرد